# Liebling, hältst Du mal die Axt?
Liebling, hältst Du mal die Axt? (Originaltitel: So I Married an Axe Murderer) ist eine US-amerikanische Filmkomödie aus dem Jahr 1993. Regie führte Thomas Schlamme, in den Hauptrollen sind Mike Myers, Nancy Travis, Anthony LaPaglia und Amanda Plummer zu sehen.

## Handlung
Der in San Francisco lebende Charlie Mackenzie findet Gefallen an der Metzgerin Harriet Michaels. Seine Zuneigung wird erwidert, Harriet wird seine Freundin. Als er sie seinen Eltern vorstellt, stößt er erneut auf die Zeitungsseite, die ihm seine Mutter einmal gezeigt hat: Eine Mörderin, deren drei Ehemänner in den Flitterwochen mit einer Axt umgebracht wurden, ist untergetaucht. Details ihrer Biografie stimmen mit der von Harriet überein. Charlie beendet daraufhin die Beziehung.
Sein Freund Tony Giardino, ein Polizist, informiert ihn kurz darauf, dass jemand einen der Morde gestanden hat. Für einen der Verdachtshinweise findet sich eine harmlose Erklärung, und Charlie kann Harriet zurückgewinnen. Sie heiraten und fahren in die Flitterwochen, zunächst in ein Hotel. Inzwischen hat Tony erfahren, dass die Frau, die den Mord gestanden hat, geistig verwirrt sei. Von Bekannten der Opfer wird Harriet auf gefaxten Fotos als Ehefrau identifiziert. Tony kann Charlie noch telefonisch in Kenntnis setzen, bevor ein Unwetter die Leitung stilllegt.
Charlie sperrt Harriet nun in den Wandschrank des Hotelzimmers, sieht sich dann aber Axtangriffen ihrer Schwester Rose ausgesetzt, die stets mit Harriet zusammengewohnt hat. Sie hat deren Ehemänner aus Eifersucht umgebracht und mit fingierten Abschiedsbriefen gegenüber Harriet jeweils vorgetäuscht, dass sie verlassen worden sei. Der eingetroffene Tony kann schlussendlich die wahre Mörderin festnehmen.

## Kritiken
James Berardinelli schrieb auf ReelViews, Mysteryfilme müssten „komplex“, „fesselnd“ und „verführerisch“ sein, was auf diesen Film „definitiv nicht“ zutreffe. Der Humor sei „banal“ und nur sporadisch amüsant. Berardinelli lobte die Cameoauftritte von Alan Arkin, Charles Grodin und Phil Hartman.
Roger Ebert bezeichnete die Komödie in der Chicago Sun-Times vom 30. Juli 1993 als „mediokren“ Film, in dem ein guter Film „gefangen“ sei.
Das Lexikon des internationalen Films urteilte: „Durch den blassen Hauptdarsteller und die kümmerlich entwickelte Grundidee entstand eine Komödie, die nur an den Rändern einigen Witz entwickelt.“

## Hintergrund
Der Film wurde in Kalifornien gedreht. Die Produktionskosten beliefen sich für TriStar Pictures Schätzungen zufolge auf 20 Millionen US-Dollar. An den US-Kinokassen spielte der Film ca. 11,6 Millionen Dollar ein.